# مسابقات قهرمانی ووشو جهان ۱۹۹۳
مسابقات قهرمانی ووشو جهان ۱۹۹۳ دومین دوره از مسابقات قهرمانی ووشو جهان است که از ۲۱ تا ۲۷ نوامبر در کوالا لامپور، مالزی برگزار گردید.

## جدول مدال‌ها
| رتبه            | کشور            | طلا | نقره | برنز | مجموع |
| --------------- | --------------- | --- | ---- | ---- | ----- |
| ۱               | چین             | ۱۱  | ۱    | ۰    | ۱۲    |
| ۲               | روسیه           | ۳   | ۰    | ۱    | ۴     |
| ۳               | هنگ کنگ         | ۲   | ۳    | ۴    | ۹     |
| ۴               | ویتنام          | ۲   | ۱    | ۱    | ۴     |
| ۵               | ترکمنستان       | ۲   | ۱    | ۰    | ۳     |
| ۶               | مالزی           | ۱   | ۵    | ۱    | ۷     |
| ۷               | ژاپن            | ۱   | ۱    | ۳    | ۵     |
| ۸               | فیلیپین         | ۱   | ۱    | ۲    | ۴     |
| ۹               | کرهٔ جنوبی       | ۱   | ۰    | ۴    | ۵     |
| ۱۰              | سنگاپور         | ۰   | ۲    | ۳    | ۵     |
| ۱۱              | اسپانیا         | ۰   | ۲    | ۰    | ۲     |
| ۱۲              | مصر             | ۰   | ۱    | ۲    | ۳     |
| ۱۳              | آذربایجان       | ۰   | ۱    | ۱    | ۲     |
| ۱۳              | اوکراین         | ۰   | ۱    | ۱    | ۲     |
| ۱۳              | ایتالیا         | ۰   | ۱    | ۱    | ۲     |
| ۱۳              | برزیل           | ۰   | ۱    | ۱    | ۲     |
| ۱۷              | سوئد            | ۰   | ۱    | ۰    | ۱     |
| ۱۷              | قزاقستان        | ۰   | ۱    | ۰    | ۱     |
| ۱۹              | بریتانیای کبیر  | ۰   | ۰    | ۲    | ۲     |
| ۱۹              | بلژیک           | ۰   | ۰    | ۲    | ۲     |
| ۲۱              | تاجیکستان       | ۰   | ۰    | ۱    | ۱     |
| ۲۱              | تایوان          | ۰   | ۰    | ۱    | ۱     |
| ۲۱              | فرانسه          | ۰   | ۰    | ۱    | ۱     |
| ۲۱              | لهستان          | ۰   | ۰    | ۱    | ۱     |
| ۲۱              | ماکائو          | ۰   | ۰    | ۱    | ۱     |
| ۲۱              | هلند            | ۰   | ۰    | ۱    | ۱     |
| مجموع (۲۶ کشور) | مجموع (۲۶ کشور) | ۲۴  | ۲۴   | ۳۵   | ۸۳    |

## جزئیات مدال‌ها

### تالو مردان
| رویداد    | طلا                       | نقره                    | برنز                      |
| --------- | ------------------------- | ----------------------- | ------------------------- |
| Daoshu    | Yuan Wen Qing · چین       | Chow Kam Onn · مالزی    | Park Chan Dea · کرهٔ جنوبی |
| Changquan | Di Guang Wen · چین        | Choy Yee Onn · مالزی    | Park Chan Dea · کرهٔ جنوبی |
| Gunshu    | Park Chan Dea · کرهٔ جنوبی | Ng Cheng Hye · سنگاپور  | Hiroshi Yosida · ژاپن     |
| Nanquan   | He Qiang · چین            | Phoon Chee Kong · مالزی | Leung Yat Ho · هنگ کنگ    |
| Qiangshu  | Samon Co · فیلیپین        | Phoon Chee Kong · مالزی | San Tem Saart · ماکائو    |
| Jianshu   | Choy Yee Onn · مالزی      | Samon Co · فیلیپین      | Ng Cheng Hye · سنگاپور    |
| Taijiquan | Chen Si Tan · چین         | Masaru Masuda · ژاپن    | Han Gyeong Su · کرهٔ جنوبی |

### ساندا مردان
| رویداد | طلا                           | نقره                           | برنز                              |
| ۵۲ ک‌گ  | Wang Shiying · چین            | Saken Abubakirov · قزاقستان    | Heng Puay Hock · سنگاپور          |
| ۵۲ ک‌گ  | Wang Shiying · چین            | Saken Abubakirov · قزاقستان    | Vũ Văn Thường · ویتنام            |
| ۵۶ ک‌گ  | Mai Thanh Ba · ویتنام         | José Domínguez · اسپانیا       | You Kie-sung · کرهٔ جنوبی          |
| ۵۶ ک‌گ  | Mai Thanh Ba · ویتنام         | José Domínguez · اسپانیا       | Manuel Vasconcellos · برزیل       |
| ۶۰ ک‌گ  | Zeng Qingfeng · چین           | Gennadiý Orlowskiý · ترکمنستان | Ruslan Matiev · روسیه             |
| ۶۰ ک‌گ  | Zeng Qingfeng · چین           | Gennadiý Orlowskiý · ترکمنستان | Tan Cheng Tiong · سنگاپور         |
| ۶۵ ک‌گ  | Feng Kuang · چین              | Jon Nyberg · سوئد              | Roberto Boschi · ایتالیا          |
| ۶۵ ک‌گ  | Feng Kuang · چین              | Jon Nyberg · سوئد              | Richard Hamilton · بریتانیای کبیر |
| ۷۰ ک‌گ  | Wu Wenjun · چین               | Achmedov · اوکراین             | Mahmoud Maslsal · مصر             |
| ۷۰ ک‌گ  | Wu Wenjun · چین               | Achmedov · اوکراین             | Magomedov · آذربایجان             |
| ۷۵ ک‌گ  | Magomed Gitinov · روسیه       | José Bendarrain · اسپانیا      | S. Sivaneswaran · مالزی           |
| ۷۵ ک‌گ  | Magomed Gitinov · روسیه       | José Bendarrain · اسپانیا      | Micah Hudson · بریتانیای کبیر     |
| ۸۰ ک‌گ  | Ramazan Ramazanow · ترکمنستان | El-Hussiny · مصر               | Rasulov · اوکراین                 |
| ۸۰ ک‌گ  | Ramazan Ramazanow · ترکمنستان | El-Hussiny · مصر               | Rachid Bekkar · بلژیک             |
| ۸۵ ک‌گ  | Zahir Haýdarbekow · ترکمنستان | Stefano Ricci · ایتالیا        | Wojciech Kain · لهستان            |
| ۸۵ ک‌گ  | Zahir Haýdarbekow · ترکمنستان | Stefano Ricci · ایتالیا        | Mohamed El-Sakaa · مصر            |
| ۹۰ ک‌گ  | Kazbek Zhaparov · روسیه       | Espedito Silva · برزیل         | Wim Demeere · بلژیک               |
| ۹۰ ک‌گ  | Kazbek Zhaparov · روسیه       | Espedito Silva · برزیل         | Christophe Grandjean · فرانسه     |
| ۹۰+ ک‌گ | Imamudin Shamilov · روسیه     | Omar Tagirov · آذربایجان       | Juan Knoppel · هلند               |
| ۹۰+ ک‌گ | Imamudin Shamilov · روسیه     | Omar Tagirov · آذربایجان       | Bimourzin · تاجیکستان             |

### تالو زنان
| رویداد    | طلا                           | نقره                          | برنز                                    |
| --------- | ----------------------------- | ----------------------------- | --------------------------------------- |
| Daoshu    | Nguyen Tin Tyuy Hien · ویتنام | Tsui Lim Chi · هنگ کنگ        | Catherine Hau · فیلیپین                 |
| Changquan | Li Fai · هنگ کنگ              | Nguyen Thi Tyuy Hien · ویتنام | Momi Matsumura · ژاپن                   |
| Gunshu    | Li Fai · هنگ کنگ              | Ng Choo Bee · مالزی           | Tsui Lim Chi HKG Jennifer Yeo · فیلیپین |
| Nanquan   | Liang Yan Hua · چین           | Ng Siu Ching · هنگ کنگ        | Noriko Katsube · ژاپن                   |
| Qiangshu  | Wei Dan Tong · چین            | ChieW Hui Yan · سنگاپور       | Ng Siu Ching · هنگ کنگ                  |
| Jianshu   | Liu Wing Hua · چین            | Ng Siu Ching · هنگ کنگ        | Li Fai · هنگ کنگ                        |
| Taijiquan | Naoko Masuda · ژاپن           | Xue Qiong · چین               | Lan Hsiao Cjien · تایوان                |